# Спојница
Спојница је машински елемент за пренос снаге и обртног момента по дужини вратила. Са спојницом се два вратила спајају аксијално и тиме је омогућен пренос снаге. 
Постоје разне конструкције спојница, а могу се подијелити на:
- круте
- покретљиве
- еластичне
- аутоматске
- зглавкасте